# Gmina Read (Iowa)

Położenie Gminy Read w hrabstwie Clayton

Gmina Read (ang. Read Township) – gmina w USA, w stanie Iowa, w hrabstwie Clayton. Według danych z 2000 roku gmina miała 300 mieszkańców, a jej powierzchnia wynosi 70,21 km².